# CONCACAF Champions' Cup 1968
La CONCACAF Champions' Cup 1968 è stata la 4ª edizione della massima competizione calcistica per club centronordamericana, la CONCACAF Champions' Cup.

## Caraibi

### Primo turno
| Squadra 1      | Totale | Squadra 2 | Andata | Ritorno |
| -------------- | ------ | --------- | ------ | ------- |
| Scherpenheuvel | 2-4    | Transvaal | 1-1    | 1-3     |

## Nord America

### Primo turno
| Squadra 1        | Totale        | Squadra 2           | Andata | Ritorno |
| ---------------- | ------------- | ------------------- | ------ | ------- |
| Somerset Trojans | 2-2 1-2 (p.o) | N.Y. Greek American | 2-1    | 0-1     |

### Secondo turno
| Squadra 1 | Totale | Squadra 2               | Andata | Ritorno |
| --------- | ------ | ----------------------- | ------ | ------- |
| Toluca    | 7-3    | New York Greek-American | 4-1    | 3-2     |

## Centro America

### Primo turno
| Squadra 1   | Totale | Squadra 2 | Andata | Ritorno |
| ----------- | ------ | --------- | ------ | ------- |
| Alajuelense | 1-2    | Aurora    | 0-2    | 1-0     |
| Alianza     | 1-3    | Olimpia   | 1-2    | 0-1     |

### Secondo turno
| Squadra 1 | Totale | Squadra 2 | Andata | Ritorno |
| --------- | ------ | --------- | ------ | ------- |
| Olimpia   | 1-5    | Aurora    | 1-1    | 0-4     |

## CONCACAF

### Semifinali
| Squadra 1 | Totale | Squadra 2 | Andata | Ritorno |
| --------- | ------ | --------- | ------ | ------- |
| Transvaal | 3-1    | Aurora    | 1-1    | 2-0*    |

### Finale
Il Toluca fu proclamato campione dopo che Aurora e Transvaal vennero squalificati.